# خوالف (منطق)
الخوالف عند أهل المنطق قسم من الحروف كل حرف معجم أو كل لفظ قام مقام الاسم متى لم يصرح بالاسم، وذلك مثل حرف الهاء من قولنا ضربه والياء من قولنا ثوبي والتاء من قولنا ضربت وضربت وأشباه ذلك من الحروف المعجمة التي تخلف الاسم وتقوم مقامه، ومثل قولنا أنا وأنت وهذا وذلك وما أشبه ذلك، وهي كلها تسمى الخوالف.